# Теорема про метелика

Теорема про метелика

Теорема про метелика — це класична теорема геометрії Евкліда, яку можна сформулювати так:p. 78:
Нехай M — середина хорди PQ кола, через яку проведено дві інші хорди AB і CD; хорди AD і BC перетинають хорду PQ у точках X і Y відповідно. Тоді M — середина відрізка XY.

## Доведення
Формальне доведення теореми таке:

Доведення теореми про метелика

Нехай з точки X опущено перпендикуляри XX′ і XX″ на прямі AM і DM відповідно. Аналогічно, нехай з точки Y опущено перпендикуляри YY′ і YY″ на прямі BM і CM відповідно.
Оскільки має місце подібність трикутників
{\displaystyle \triangle MXX'\sim \triangle MYY'} за трьома кутами,
то
{\displaystyle {MX \over MY}={XX' \over YY'}.}
Аналогічно, будуть подібні трикутники
{\displaystyle \triangle MXX''\sim \triangle MYY'',}
тому виконується
{\displaystyle {MX \over MY}={XX'' \over YY''}.}
Також, будуть подібні трикутники
{\displaystyle \triangle AXX'\sim \triangle CYY'',}
звідки
{\displaystyle {XX' \over YY''}={AX \over CY}.}
І, насамкінець, з подібності 
{\displaystyle \triangle DXX''\sim \triangle BYY',}
тому
{\displaystyle {XX'' \over YY'}={DX \over BY}.}
З попередніх рівнянь і теореми про відрізки хорд, що перетинаються, видно, що
{\displaystyle \left({MX \over MY}\right)^{2}={XX' \over YY'}{XX'' \over YY''}=}
{\displaystyle {}={AX\cdot DX \over CY\cdot BY}=}
{\displaystyle {}={PX\cdot QX \over PY\cdot QY}=}
{\displaystyle {}={(PM-XM)\cdot (MQ+XM) \over (PM+MY)\cdot (QM-MY)}=}
{\displaystyle {}={(PM)^{2}-(MX)^{2} \over (PM)^{2}-(MY)^{2}},}
оскільки PM = MQ.

Тому
{\displaystyle {(MX)^{2} \over (MY)^{2}}={(PM)^{2}-(MX)^{2} \over (PM)^{2}-(MY)^{2}}.}
Використавши основну властивість пропорції, маємо, що

{\displaystyle {(MX)^{2}\cdot (PM)^{2}-(MX)^{2}\cdot (MY)^{2}}={(MY)^{2}\cdot (PM)^{2}-(MX)^{2}\cdot (MY)^{2}}.}
Звівши подібні доданки

{\displaystyle {(MX)^{2}\cdot (MY)^{2}}}

з обох сторін отриманого рівняння, отримаємо
{\displaystyle {(MX)^{2}\cdot (PM)^{2}}={(MY)^{2}\cdot (PM)^{2}}.}
Отже, MX = MY, оскільки довжини MX, MY та PM — це додатні дійсні числа.

Таким чином, M — середина XY .
Існують інші доведення, зокрема той, що використовує методи проективної геометрії.

## Історія
Доведення теореми про метелика було представлено як розв'язок задачі Вільямом Воллесом у «The Gentlemen's Mathematical Companion» (1803). Три рішення були опубліковані в 1804 році, і в 1805 році сер Вільям Гершель знову поставив задачу в листі до Уоллеса. Преподобний Томас Скарр знову поставив те саме запитання в 1814 році в Gentlemen's Diary or Mathematical Repository.